# تکاچیوف (آدیغیه)
تکاچیوف (به لاتین: Tkachyov) یک منطقهٔ مسکونی در روسیه است که در آدیغیه واقع شده‌است.